# ガブリエル・ロサド
ガブリエル・ロサド（Gabriel Rosado、1986年1月13日 - ）は、アメリカ合衆国の元プロボクサー。ペンシルベニア州フィラデルフィア出身。通称ゲイブ・ロサド。

## 来歴
2013年1月19日、ニューヨークのフールー・シアターでミゲル・アンヘル・ガルシア対オルランド・サリドの前座で、WBA・IBO世界ミドル級王者ゲンナジー・ゴロフキンと対戦。ダウンシーンは無かったが、ゴロフキンはタフなロサドをフックを多用して切り裂き、血だるまにするとロサドのセコンドのタオル投入で試合が終了、7回2分46秒TKO負けを喫した。
2013年10月26日、アトランティックシティのボードウォーク・ホールにてバーナード・ホプキンス対カロ・ムラトの前座でWBO世界ミドル級王者ピーター・クイリンと対戦し、10回40秒TKO負けを喫した。
2014年12月6日、バークレイズ・センターでNABF北米ミドル級王者デイビッド・レミューと対戦し、10回1分45秒TKO負けを喫した。
2020年11月20日、フロリダ州ハリウッドのハード・ロック・ライブでダニエル・ジェイコブスと対戦し、12回1-2（113-115×2、115-113）の判定負けを喫した。
2021年6月19日、エルパソのドン・ハスキンス・センターでWBAアメリカ大陸スーパーミドル級王者のベクテミル・メリクジエフとメリクジエフが保持する王座への挑戦及びと空位となっているWBOインターナショナルスーパーミドル級王座決定戦を行い、3回1分21秒KO勝ちを収め両王座を獲得した。
2022年9月17日、ラスベガスのT-モバイル・アリーナで行われたゲンナジー・ゴロフキン 対 サウル・アルバレス第3戦の前座でアリ・アフメドフとIBF北米スーパーミドル級・WBC世界スーパーミドル級シルバー王座決定戦を行い、10回0-3（90-100×3）の判定負けを喫した。
2023年4月22日、ラスベガスのT-モバイル・アリーナで行われたジャーボンテイ・デービス 対 ライアン・ガルシア戦の前座で行われたベクテミル・メリクジエフとの1年10ヶ月振りの再戦を、WBAインターコンチネンタルスーパーミドル級王座決定戦として行い、10回0-3（91-99×3）の判定負けを喫した。
2023年4月28日、ロサドは現役引退を表明、何度も現役時にゲスト出演していたDAZNにおける配信の解説者になった。

## 獲得タイトル
- USBA全米スーパーウェルター級王座
- NABA北米スーパーウェルター級暫定王座
- ペンシルベニア州スーパーウェルター級王座
- WBOインターコンチネンタルスーパーウェルター級王座
- WBAアメリカ大陸スーパーミドル級王座
- WBOインターナショナルスーパーミドル級王座